# Pseudotabanus taylori
Pseudotabanus taylori är en tvåvingeart som först beskrevs av M. Josephine Mackerras 1961.  Pseudotabanus taylori ingår i släktet Pseudotabanus och familjen bromsar. Inga underarter finns listade i Catalogue of Life.